# Tour der neuseeländischen Rugby-Union-Nationalmannschaft nach New South Wales 1922
| Tour der All Blacks nach New South Wales 1922 | Tour der All Blacks nach New South Wales 1922 | Tour der All Blacks nach New South Wales 1922 | Tour der All Blacks nach New South Wales 1922 | Tour der All Blacks nach New South Wales 1922 |
| Übersicht                                     | S                                             | G                                             | U                                             | N                                             |
| --------------------------------------------- | --------------------------------------------- | --------------------------------------------- | --------------------------------------------- | --------------------------------------------- |
| Sonstige Spiele                               | 8                                             | 6                                             | 0                                             | 2                                             |
| Gesamt                                        | 8                                             | 6                                             | 0                                             | 2                                             |

Die Tour der neuseeländischen Rugby-Union-Nationalmannschaft nach New South Wales 1922 umfasste eine Reihe von Freundschaftsspielen der All Blacks, der Nationalmannschaft Neuseelands in der Sportart Rugby Union. Das Team reiste im Juli und August 1922 durch den australischen Bundesstaat New South Wales, wobei es acht Spiele bestritt. Dazu gehörten drei Spiele in Neuseeland zur Vorbereitung und zum Abschluss sowie fünf weitere Spiele gegen Auswahlteams.
Nach dem Ersten Weltkrieg war der Rugby-Union-Spielbetrieb in Australien zunächst nur in New South Wales wieder aufgenommen worden (viele Spieler wechselten zu Rugby League, vor allem in Queensland), sodass offizielle Test Matches mit der australischen Nationalmannschaft erst 1929 wieder stattfanden. 1986 sprach die Australian Rugby Union den Spielen, welche das Auswahlteam New South Wales Waratahs zwischen 1920 und 1928 gegen internationale Mannschaften bestritten hatte, den Status von Test Matches zu, während die New Zealand Rugby Union diese Spiele bis heute nicht als solche anerkennt. 

## Spielplan
- Hintergrundfarbe grün = Sieg
- Hintergrundfarbe rot = Niederlage

(Ergebnisse aus der Sicht Neuseelands)
| # | Datum           | Gegner                         | Ort              | Stadion              | Ergebnis |
| - | --------------- | ------------------------------ | ---------------- | -------------------- | -------- |
| 1 | 19. Juli 1922   | Wairarapa Rugby Football Union | Carterton        | Carterton Domain     | 12:11    |
| 2 | 29. Juli 1922   | New South Wales Waratahs       | Sydney           | Sydney Showground    | 26:19    |
| 3 | 02. August 1922 | Metropolitan Union             | Sydney           | Sydney Showground    | 24:6     |
| 4 | 05. August 1922 | New South Wales Waratahs       | Sydney           | Sydney Showground    | 8:14     |
| 5 | 07. August 1922 | New South Wales Waratahs       | Sydney           | Sydney Sports Ground | 6:8      |
| 6 | 09. August 1922 | New South Wales 2nd XV         | Sydney           | Manly Oval           | 56:19    |
| 7 | 16. August 1922 | Manawatu / Wellington          | Palmerston North | Showgrounds Oval     | 45:11    |
| 8 | 19. August 1922 | New Zealand Māori              | Wellington       | Athletic Park        | 21:14    |

## Anmerkung
1. 1 2 3  Wird nur vom australischen Verband als Test Match anerkannt, jedoch nicht vom neuseeländischen Verband.